# Poqomam
Le poqomam est une langue maya actuellement parlée au Guatemala.

## Répartition géographique
La communauté poqomam, au Guatemala, vit dans les municipios de Chinautla, Mixco, Retapa, Amatitlán et Pinula, dans le département de Guatemala, ainsi que dans d'autres municipios des départements de Jalapa, Jutiapa et Escuintla. Au recensement de 2002, 42 009 personnes se sont déclarées poqomam. 

## Écriture
La langue, comme les autres langues mayas du Guatemala est dotée d'une écriture basée sur l'alphabet latin, dérivée, en partie, de l'orthographe espagnole.

## Phonologie
Les tableaux présent les phonèmes du poqomam, avec à gauche l'orthographe en usage au Guatemala.

### Voyelles
|         | Antérieure    | Centrale      | Postérieure   |
| ------- | ------------- | ------------- | ------------- |
| Fermée  | i [i] ii [iː] |               | u [u] uu [uː] |
| Moyenne | e [e] ee [eː] |               | o [o] oo [oː] |
| Ouverte |               | a [a] aa [aː] |               |

### Consonnes
|               |               | Bilabiale | Alvéolaire | Palatale  | Vélaire | Uvulaire | Glottale |
| ------------- | ------------- | --------- | ---------- | --------- | ------- | -------- | -------- |
| Occlusives    | Sourdes       | p [p]     | t [t]      |           | k [k]   | q [q]    | ’ [ʔ]    |
| Occlusives    | Éjectives     | pʼ [pʼ]   | tʼ [tʼ]    |           | kʼ [kʼ] | qʼ [qʼ]  |          |
| Occlusives    | Implosives    | bʼ [ɓ]    |            |           |         |          |          |
| Fricatives    | Fricatives    |           | s [s]      | x [ʃ]     |         | j [χ]    | h [h]    |
| Affriquées    | Sourdes       |           | tz [t͡s]    | ch [t͡ʃ]   |         |          |          |
| Affriquées    | Éjectives     |           | tzʼ [t͡sʼ]  | chʼ [t͡ʃʼ] |         |          |          |
| Nasales       | Nasales       | m [m]     | n [n]      |           |         |          |          |
| Liquides      | Liquides      |           | l [l]      |           |         |          |          |
| Roulées       | Roulées       |           | r [r]      |           |         |          |          |
| Semi-voyelles | Semi-voyelles | w [w]     |            | y [j]     |         |          |          |